# Gentiana tornezyana
Gentiana tornezyana är en gentianaväxtart som beskrevs av René Verriet de Litardière och Maire. Gentiana tornezyana ingår i släktet gentianor, och familjen gentianaväxter. Inga underarter finns listade i Catalogue of Life.